# Loedogortsi
Loedogortsi (Bulgaars: Лудогорци), tot 16 mei 1981 Doeratsj (Bulgaars: Дурач), is een dorp (село) in de Bulgaarse oblast  Razgrad. Het dorp ligt in de gemeente Isperich. De afstand tussen de Bulgaarse hoofdstad Sofia en het dorp Loedogortsi is 298 kilometer, terwijl Razgrad op 23 kilometer afstand ligt. 

## Bevolking
De eerste inwoners van het dorp waren Ottomaanse Turken. Na 1856 vestigden Krim-Tataren en Circassiërs zich in het dorp.  Na de onafhankelijkheid van Bulgarije in 1878 emigreerden veel Turkse families naar Turkije. Hun eigendommen werden opgekocht door aantal Bulgaarse families uit Razgrad die zich vanaf 1901 in het dorp vestigden. Op 2 februari 2011 bestond 90,3% van de bevolking uit Bulgaarse Turken, 6,8% uit Bulgaren en 1,9% uit de Roma.
| Inwonersaantal | 1.545 | 1.574 | 1.499 | 1.488 | 1.329 | 1.371 | 953 | 891 | 761 | 686 |

Het dorp heeft een gemengde bevolking met zowel moslims als christenen. Er is altijd tolerantie geweest tussen de religieuze en etnische groepen. Er bevindt zich een moskee uit het jaar 1868-1869. 